# Wat Chulamani
Wat Chulamani (Thai: วัด จุฬามณี, ausgesprochen [t͡ɕùlaːmániː]) ist eine buddhistische Tempelanlage (Wat) in Phitsanulok (Provinz Phitsanulok/Thailand) aus dem 15. Jahrhundert. Er liegt am östlichen Ufer des Mae Nam Nan etwa fünf Kilometer südlich der Provinzhauptstadt die Borommatrailokanat-Straße entlang.

## Geschichte

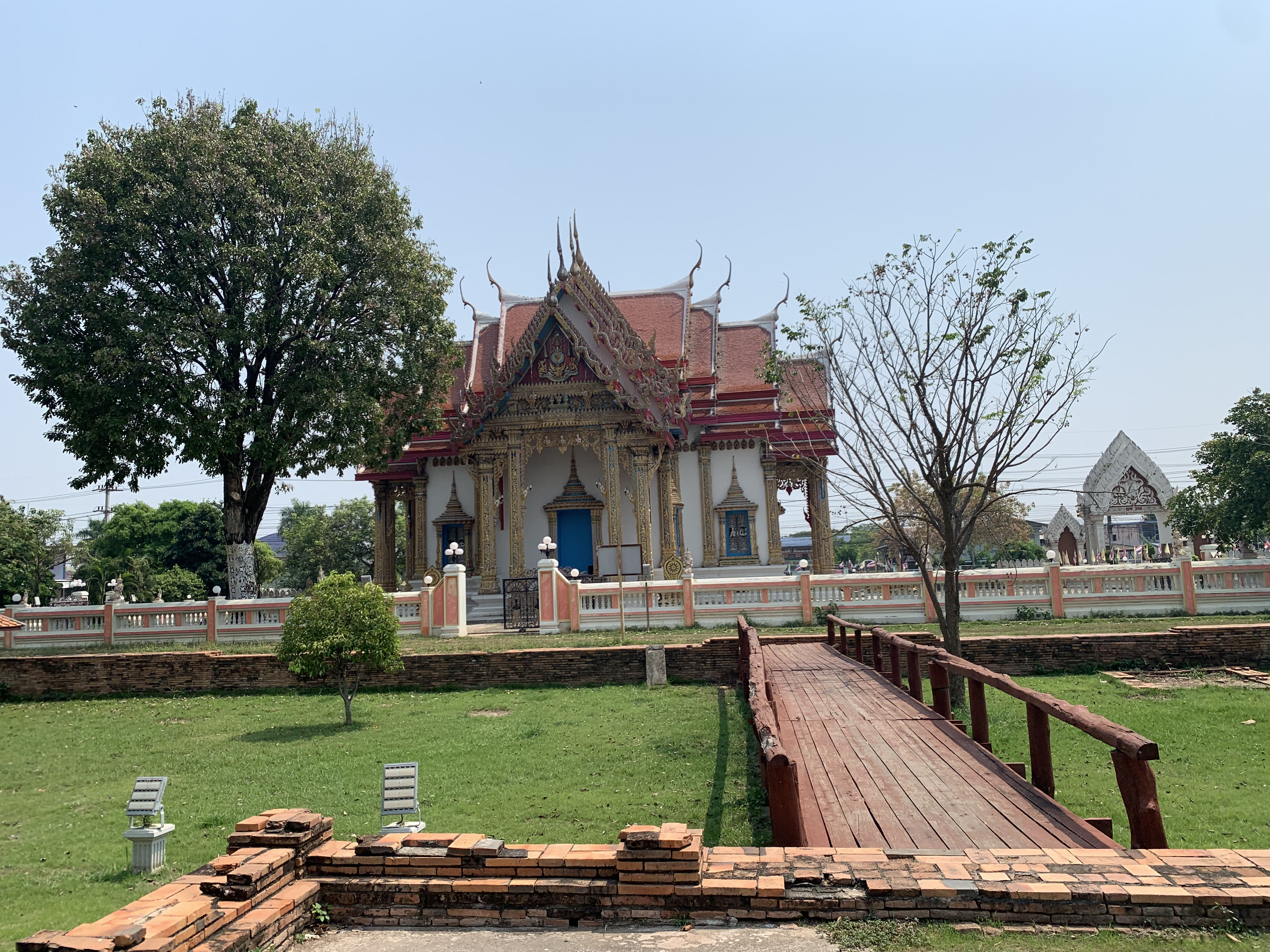
Hauptportal des Wat Chulamani

Gemäß einer Königlichen Chronik von Ayutthaya soll der Tempel im Jahre 1444 gegründet worden sein, möglicherweise stammt er aber bereits aus der Sukhothai-Zeit, wie Überreste von Stuck-Dekoration am Prang belegen.
Um die nördlichen Grenzen des siamesischen Reiches zu schützen, verlegte König Borommatrailokanat (Trailok) im Jahre 1463 seinen Regierungssitz von Ayutthaya nach Phitsanulok. Um den Thron in Ayutthaya nicht verwaist zu hinterlassen, ernannte er seinen Sohn Borommaracha III. zum Uparat, also zum Vizekönig, damit er dort die Geschäfte weiterführen konnte.
Nachdem er im Jahre 1464 den Wihan erbaut hatte, ließ sich König Trailok am 15. August aus taktischen Gründen zusammen mit 2.348 Gefolgsleuten im Wat Chulamani zum Mönch ordinieren. Doch auf Betreiben seiner königlichen Berater verließ er acht Monate später den Tempel, um erneut den Thron zu besteigen und bis ins Jahr 1488 von Phitsanulok über das Königreich Ayutthaya zu herrschen.
Die sterblichen Überreste des Königs sind hier begraben.

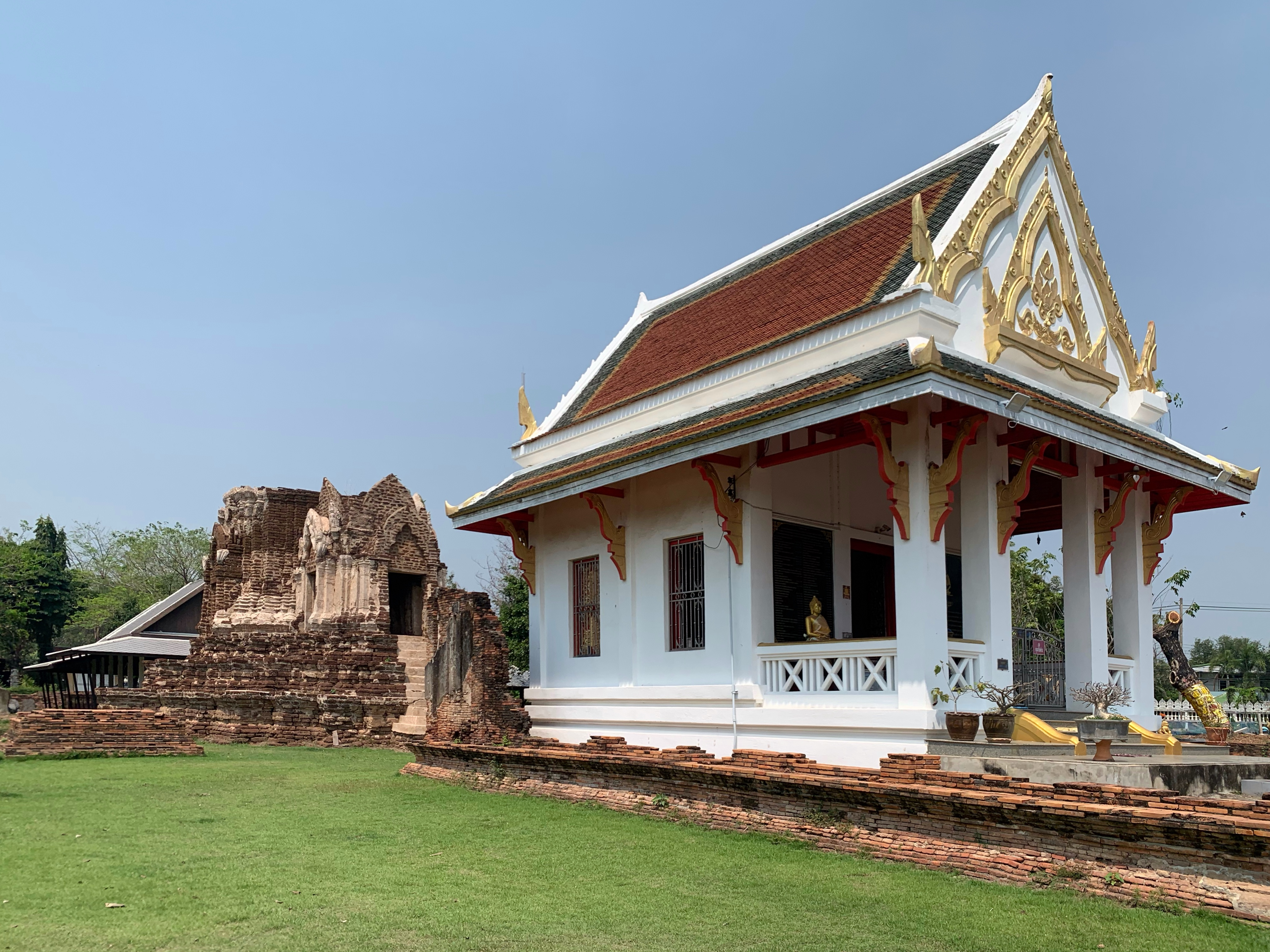
Wat Chulamani mit dem Grab von König Borommatrailokanat

## Sehenswürdigkeiten
Das älteste Monument sind die Überreste eines beeindruckenden Prang im Khmer- oder Lop-Buri-Stil, der Anfang 1970 vom Fine Arts Department restauriert worden war. Auf einem stark profilierten Sockel stehen das Eingangsportal sowie das Hauptgewölbe. An einigen Stellen sind über den Eingängen noch schöne Stuck-Verzierungen zu sehen.
Weiterhin sind die Ruinen eines Mondop erhalten, der von König Narai 1688 erbaut wurde. Darin befindet sich die Nachbildung eines Phra Putthabat (Fußstapfen des Buddha).
Die Buddha-Statue des ursprünglichen Heiligtums ist in einem schäbigen Pavillon untergebracht.